# Chiesa di San Felice (Massa Martana)
La chiesa di San Felice è la parrocchiale di Massa Martana in provincia di Perugia. Rientra nella diocesi di Orvieto-Todi e risale al X secolo.

## Storia e Descrizione
L'interno si presenta a navata unica con cappelle laterali, concluso da un grandioso altare maggiore barocco eseguito nel 1660 dall’artigiano tuderte Pietro Paolo Faustini, su commissione della Comunità di Massa e della Confraternita del SS. Sacramento. Al centro è una tela con la Madonna del Carmine, San Felice, San Pio, San Ruggiero e Santa Monaca, di Giacinto Boccanera, del 1723.
All'ultimo altare a sinistra è un'altra tela di Giacinto Boccanera con la Madonna con San Giuseppe ed il Bambino e San Francesco d’Assisi, firmata e datata 1733.